# Абесадзе, Владимир Ильич
Владимир Ильич Абесадзе (17 августа 1947 года, Нарьян-Мар Ненецкого национального округа Архангельской области — 23 октября 1987 года, Ленинград) — газетный и радио-журналист.
Родители Абесадзе: Илья Александрович (1924—1984), строитель, и Лидия Павловна (1927—1991), кассир Печорского рыбокомбината. Жена в первом браке Ирина Валерьевна (род. 1959), преподаватель музыки. Дочь Наталья Владимировна Лисенби (род. 1977), домохозяйка, живёт в США. Вдова Лариса Николаевна Торопова (Абесадзе), урожд. Окулова (род. 1959), журналист.

## Биография
Окончил среднюю школу, отслужил в армии. После демобилизации работал авиатехником на Нарьян-Марском авиапредприятии (1967 год). И только в 1973 году судьба привела его в Ненецкую окружную редакцию радиовещания. 
За годы работы в творческом коллективе он сформировался в опытного журналиста, увлечённого своим делом. Длительное время возглавлял редакцию новостей. Много ездил по округу, писал о геологах, водителях, рыбаках, оленеводах. Умел разговорить самого закрытого собеседника. Герои его радиоочерков, газетных зарисовок всегда были индивидуальны. По-репортёрски точно передавал он особенности человека, событий, явлений и в то же время умел подниматься над обыденностью, видел и ценил красоту, находил «изюминку» в любом, на первый взгляд, рядовом событии. Его любимые жанры — информация, репортаж с места события, интервью. Он публикует их в газетах «Няръяна вындер», «Северный комсомолец» и «Правда Севера» (иногда под псевдонимом В. Ильин); его репортажи звучат по областному радио. 
В январе 1977 года проехал сотни километров по зимникам от буровой к буровой. Вернувшись в Нарьян-Мар, описал все сложности пути, поведал о нелёгкой доле водителей, работающих на зимних трассах в тундре, о проблемах, с которыми они сталкиваются. Радиоочерк прозвучал по окружному и областному радио. За этот материал и другие репортёрские работы в областном конкурсе окружной, городских, районных газет и радиовещания на лучшее освещение в печати и по радио социалистического соревнования получил диплом 1-й степени Архангельской областной организации Союза журналистов СССР (1947 год). 
Ранняя смерть помешала осуществить многие творческие планы. В архиве ГТРК «Заполярье» сохранились записи передач, подготовленные журналистом, среди которых «Каюр экспедиции „Советская Россия“» (радиоинтервью с Ф. Н. Ардеевым, 1983 год), «Голоса времени» (воспоминания ветеранов Печорского рыбокомбината Кисляковых, 1987 год).

## Сочинения
- Идти к неизведанному: [Буровая на о. Колгуев] // НВ. 1973. 4 окт.;
- Приз навечно в Нарьян-Маре // ПС. 1974. 16 авг.;
- Автоматика на службе синоптиков // Сов. Россия. 1974. 11 нояб.;
- На самом краешке Земли: очерк // НВ. 1978. 17 мая;
- Всем рейсам рейс: [Операция «Ледовый причал»] // СК. 1981. 8 апр.;
- Геологи — пятилетке // НВ. 1982. 23 марта;
- Каюр Филипп Ардеев // ПС. 1983. 7 окт.;
- Обеспечить буровые // НВ. 1983. 16 сент.;
- Будни бригадира // НВ. 1983. 28 сент.;
- На Рабочей… // НВ. 1985. 31 янв.;
- Как дела, пусковая? // НВ. 1985. 24 апр.;
- На рейдах Амдермы и Нарьян-Мара // НВ. 1987. 12 авг.;
- Певец тундры // НВ. 1987. 13 авг.